# Xã Falls, Quận Bucks, Pennsylvania
Xã Falls (tiếng Anh: Falls Township) là một xã thuộc quận Bucks, tiểu bang Pennsylvania, Hoa Kỳ. Năm 2010, dân số của xã này là 34.300 người.